# Anohni and the Johnsons
Anohni and the Johnsons (anciennement Antony and the Johnsons) est un groupe américain de folk psychédélique, originaire de New York. La voix d'Anohni, leader du groupe, est parfois perçue comme une fusion entre celles de Nina Simone et de Bryan Ferry. Parmi les admirateurs déclarés d'Anohni, on compte Dido, Philip Glass, Marc Almond, CocoRosie, Nomi Ruiz, Lou Reed et Björk (devenue une collaboratrice régulière) ainsi que Boy George, Rufus Wainwright et Devendra Banhart qui ont tous trois chanté sur I Am a Bird Now.

## Histoire

### Débuts et années 2000
Le groupe s'organise autour de la chanteuse transgenre Anohni, née Antony Hegarty, identité qu'elle utilise lors de la création du groupe en 1998 et jusqu'en 2015. Née en 1971 à Chichester (une ville du Sussex, dans le Sud de l'Angleterre), Anohni s'installe avec sa famille en Californie en 1981, après avoir passé dix-huit mois à Amsterdam (en 1977 et 1978). Durant son adolescence, Anohni apprécie énormément la musique synthpop de l'époque, en particulier les chansons d'amour sentimentales de Marc Almond et de Boy George. En 1990, Anohni emménage à Manhattan et fonde avec Johanna Constantine un collectif artistique Blacklips, groupe de drag queens qui s'adonne au théâtre expérimental.[réf. nécessaire]
Le nom du groupe Anohni and the Johnsons est choisi en hommage à Marsha P. Johnson, femme trans afro-américaine militante du mouvement de libération gay américain, morte « en martyr », lors de la Marche des fiertés de 1992 (même si la police a longtemps déclaré qu'il s'agissait d'un suicide).
Le musicien britannique David Tibet (membre fondateur du groupe de musique expérimentale Current 93) découvre Anohni en écoutant une bande de démonstration. Le premier album du groupe, Antony and the Johnsons sort en 2000 chez Durtro, le label de David Tibet. En 2001, le groupe sort I Fell in Love with a Dead Boy, un EP comportant une interprétation de Mysteries of Love, chanson composée par David Lynch et Angelo Badalamenti (interprétée par Julee Cruise pour la bande originale de Blue Velvet), et une reprise de Soft Black Stars, chanson de Current 93. La chanson Mysteries of Love sera utilisée en 2009 par Patrice Chéreau, pour le générique de fin de son film Persécution.
Le producteur Hal Wilner remarque I Fell in Love with a Dead Boy et le fait écouter à Lou Reed qui décide de recruter le groupe pour son projet The Raven. Cette preuve de reconnaissance permet au groupe de signer chez Secretly Canadian, un label américain. Le groupe sort en 2004 un nouvel EP, The Lake, sur lequel Lou Reed intervient. Le label profite de cette sortie pour rééditer le premier album du groupe lui offrant ainsi une bien meilleure diffusion, notamment aux États-Unis.
Le deuxième album du groupe, I Am a Bird Now, sort en 2005, reçoit de très bonnes critiques et obtient le prix Mercury du meilleur album 2005, ce qui apporte au groupe une visibilité importante. Le prix Mercury étant décerné à un album britannique ou irlandais, la présence de I Am a Bird Now dans les nommés a été critiquée notamment par les favoris Kaiser Chiefs, tout en ne remettant toutefois pas en cause la qualité musicale de I Am a Bird Now. Le 3e album du groupe, The Crying Light, sort le 19 janvier 2009 et participe également à la compilation Dark Was the Night.

### Depuis les années 2010
La Voix d'Antony, livre de Jérôme Solal, mêlant biographie et analyse, tente d'éclairer le mystère de cette voix unique.
En dehors du groupe, en pause entre 2015 et 2023, Anohni a un projet artistique, ANOHNI, avec Hudson Mohawke et Oneohtrix Point Never. Un album est réalisé, Hopelessness, dont un premier morceau, 4 Degrees, sort en décembre 2015.
Le titre Manta Ray, composée par J. Ralph et écrite et interprétée par Anohni pour le documentaire Racing Extinction (en), est nommé aux Oscars en 2016 comme meilleure chanson originale.
Le titre You Are My Sister est diffusé lors des Cérémonies contre l'oubli se déroulant à Solidays. On peut souvent entendre d'autres morceaux d'Anohni and the Johnsons lors de ces cérémonies. Les Cérémonies contre l'oubli (appelées aussi Hommage aux disparus) rendent hommage aux personnes décédées du VIH/sida en déployant des Patchworks et en lisant le nom de certains d'entre eux.

## Membres

### Membres actuels

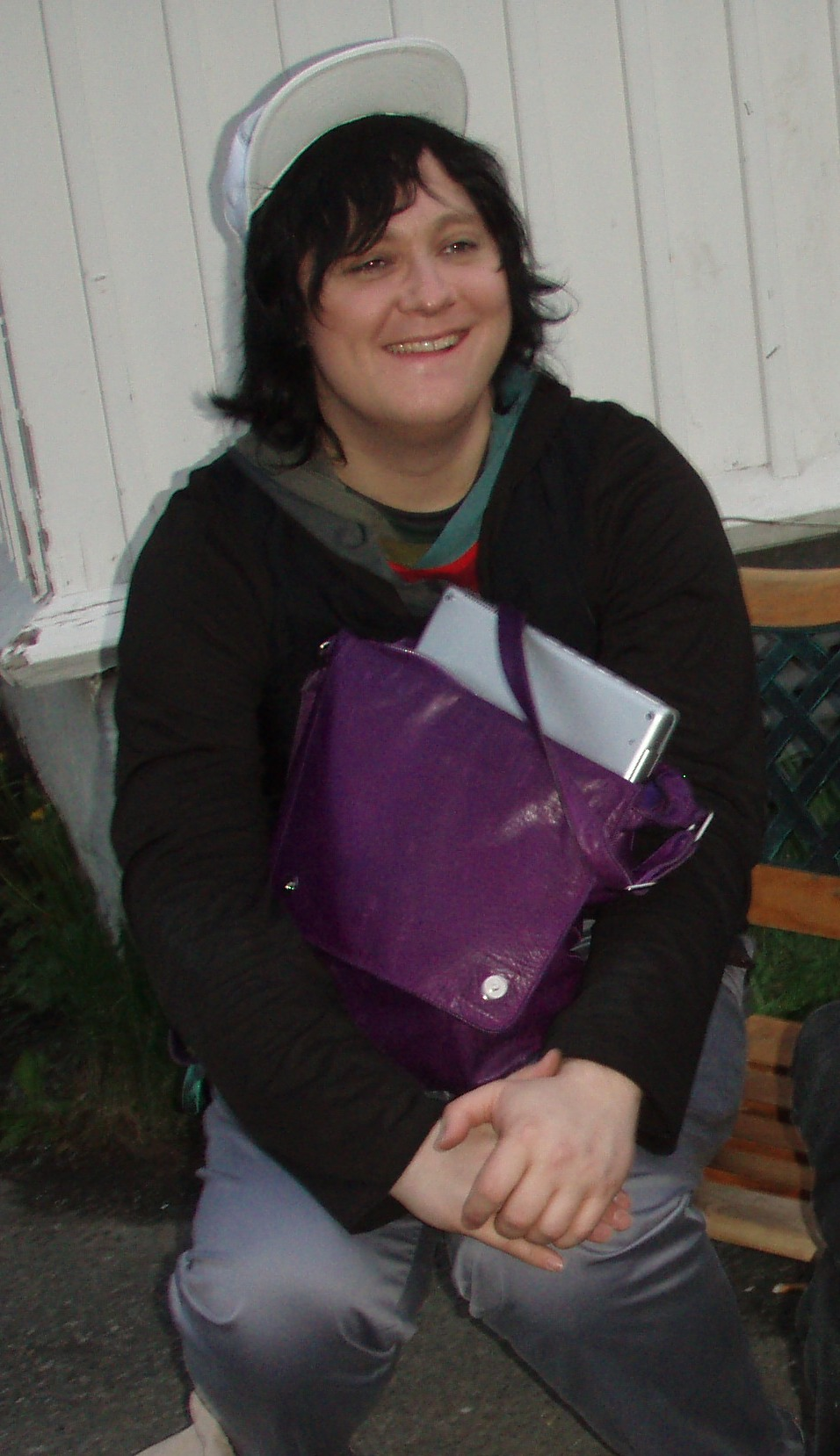
Anohni en 2007.

- Anohni, musique, paroles, chant, piano
- Leo Abrahams – guitare
- Samuel Dixon – basse
- Jimmy Hogarth – guitare, réalisation, mixage
- Rob Moose – cordes
- Chris Vatalaro – batterie

### Anciens membres
- Julia Kent – violoncelle, cordes
- Parker Kindred – batterie
- Jeff Langston – basse
- Maxim Moston – violon, cordes
- Rob Moose – guitare, violon
- Gael Rakotondrabe[10] – piano
- Doug Wieselman –  clarinette

## Discographie

### Albums studio
- 2000 : Antony and the Johnsons
- 2005 : I Am a Bird Now
- 2009 : The Crying Light
- 2010 : Swanlights
- 2023 : My Back Was a Bridge for You to Cross

### Albums live
- 2003 : Live at St. Olave's
- 2012 : Cut the World
- 2013 : Del suo veloce volo

### EP et singles
- 2001 : I Fell in Love with a Dead Boy
- 2004 : The Lake
- 2004 : Hope There's Someone
- 2005 : You Are My Sister
- 2008 : Another World
- 2009 : Epilepsy Is Dancing
- 2009 : Aeon
- 2010 : Thank Your For You Love

### Participations
- Anohni fait une courte apparition dans le film Animal Factory de Steve Buscemi (2000)
- Live at St Olaves (PanDurtro, 2003) Split EP with Current 93
- Perfect Day sur l'album de Lou Reed The Raven (2003)
- Anohni chante en ouverture du film Wild Side de Sébastien Lifshitz (2004).
- Candy Says sur l'album de Lou Reed Animal Serenade (2004)
- Beautiful Boyz sur l'album de CocoRosie. Titre : Noah's Ark (2005)
- Happy Xmas (War is over) avec Boy George sur l'album Help!: A Day in the Life de War Child (2005)
- Anohni chante If It Be Your Will (Leonard Cohen) as a part of Hal Willner's Came So Far For Beauty concerts à l'opéra de Sydney, Australie, 2005; Cette performance sera incluse plus tard dans le film Leonard Cohen: I'm Your Man, un hommage à Leonard Cohen.
- Semen Song for James Bidgood sur The Rose Has Teeth in the Mouth of a Beast l'album de Matmos (2006)
- Concert au profit du Teenage Cancer Trust, au Royal Albert Hall, 28 mars 2006
- Old Whore's Diet sur l'album Want Two de Rufus Wainwright
- Présence (et aval) d'Anohni dans le clip Heard Somebody Say de Devendra Banhart
- One more try sur l'album Dial 0 de My Robot Friend (2006, Soma Recordings)
- Duo avec Joan Wasser alias Joan as Police Woman sur sa chanson I Defy de son album Real Life (2006)
- Anohni chante sur le mini album de Michael Cashmore The Snow Abides, dont les textes sont écrits par David Tibet (2006)
- Anohni chante Candy Says et participe aux chœurs (avec Sharon Jones et une chorale d'enfants) sur la première représentation complète de l'album Berlin de Lou Reed à St Ann's Warehouse, NYC, décembre 2006 ainsi qu'à l'opéra national de Sydney, Australie, 2007.
- Anohni enregistre deux morceaux en duo avec Björk sur son album Volta : Dull Flame of Desire, ainsi que My Juvenile (2007)
- A repris Knockin' on Heaven's Door de Bob Dylan sur la bande originale du film I'm Not There de Todd Haynes, un film biographique sur Dylan (2007)
- Elle coécrit et chante pour les titres Time Will, You belong, Blind, Easy et Raise me up de l'album collectif Hercules and Love Affair créé par le new-yorkais Andrew Butler (2008)
- Duo avec Bryce Dessner sur la chanson I Was Young When I Left Home de Bob Dylan sur la compilation Dark Was the Night
- Duo avec Marianne Faithfull sur la chanson Ooh Baby Baby de Smokey Robinson sur l'album de reprises de cette dernière Easy Come, Easy Go (2008)
- Duo avec Franco Battiato sur la chanson Del suo veloce volo version italienne de Frankestein, l'enregistrement apparaît sur l'album Fleurs 2 (2009)
- Nessun dorma avec le Roma Sinfonietta Orchestra, sur le site web Lavazza (2009)
- Joue et chante dans le spectacle The Life and Death of Marina Abramović de et avec Marina Abramović mis en scène par Bob Wilson au Festival International de Manchester (juillet 2011)
- Elle chante avec le groupe Jessica 6 le titre Prisoner of Love, inclus dans le premier album du groupe, See the Light en 2011. Un clip vidéo pour promouvoir la chanson a été partagé sur Youtube
- Anohni participe vocalement au morceau Atom Dance, écrit et composé par Björk, paru sur l'album de celle-ci, Vulnicura (2015).
- Anohni collabore étroitement avec Hercules and Love Affair en juin 2022 sur l'album In Amber. Elle chante sur six titres, et interprète seule, notamment le single Poisonous Storytelling.

## Dans la culture populaire
- Passe sur le jukebox alors que Evey and V dansent dans V pour Vendetta (2006)
- Bird Gurhl figure dans la BO de V pour Vendetta (piste 12 du CD)
- If It Be Your Will dans le documentaire Leonard Cohen: I'm Your Man
- Le titre Hope There's Someone est utilisé dans un épisode de la saison 2 de Torchwood (2008)
- Le titre Another World conclut le film Non ma fille, tu n'iras pas danser de Christophe Honoré et avec Chiara Mastroianni (2009)
- Le titre Fistful of love apparait dans le film Les Petits Mouchoirs de Guillaume Canet (2010)
- Le titre River of Sorrow est utilisé dans la série Bones (Saison 4 épisode 7 Elle et lui)
- La reprise Knockin' on Heaven's Door est utilisée dans la série Sense8 (Saison 1 épisode 9)
- I Fell In Love With a Dead Boy est présente dans la BO de Les Deux Amis de Louis Garrel (2015)